# Первый полиграфический комбинат
 ООО «Первый полиграфический комбинат»  — российское полиграфическое предприятие полного цикла. Производство расположено в подмосковном Красногорске.
Одна из трёх крупнейших российских типографий и крупный работодатель Красногорского района.

## История
Строительство комбината началось в 2002 году на заброшенной территории в Подмосковье. Запуск производства состоялся в 2005 году.
В 2002 году проект по строительству и введению в эксплуатацию комбината возглавил А. Н. Фокин, ставший впоследствии его генеральным директором. Затем комбинат возглавил Д. Ф. Дементьев, ранее занимавший должность исполнительного директора. В 2011 году генеральным директором назначен К. В. Гуляев, позже Е .В. Кукарин, после него — Тихомирова Н. П. Сейчас типографию возглавляет Е. А. Астанин.
Всероссийский рейтинг качества товаров и услуг присвоил Первому Полиграфическому комбинату титул «Лучшее предприятие России 2020».